# Palais Károlyi (Károlyi utca)

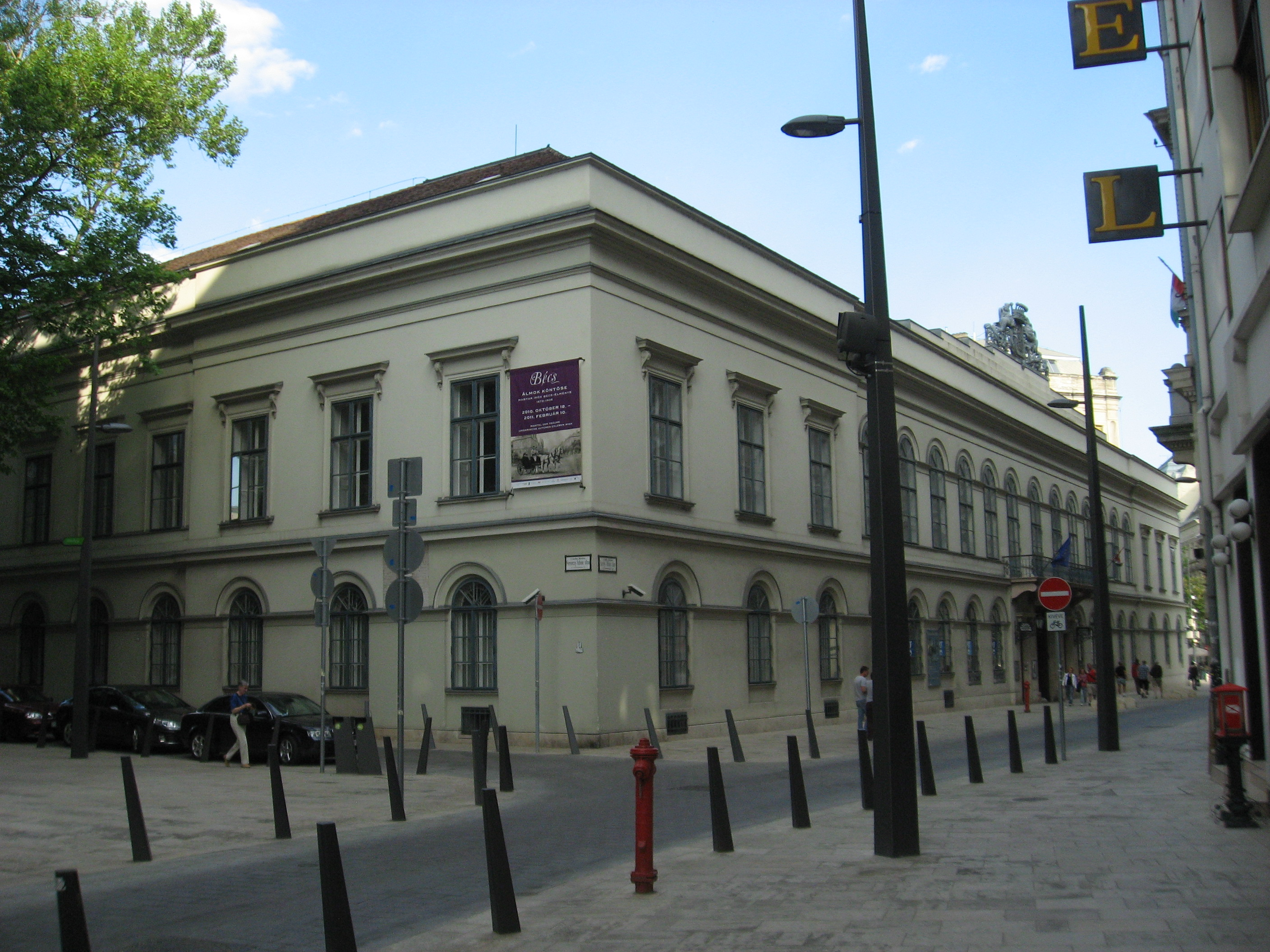
Das Palais Károlyi an der Károlyi utca in Budapest

Das Palais Károlyi (ungarisch Károlyi-palota) an der Károlyi utca (Károlyi-Straße) 16 befindet sich im V. Bezirk von Budapest. Es beherbergt heute das Petőfi-Literaturmuseum.

## Geschichte
Das Palais war die Stadtresidenz des Magnatengeschlechtes Károlyi während des Barocks und Biedermeiers. Nach dem Zweiten Weltkrieg eröffnete der Besitzer Graf Mihály Károlyi das Palais der Öffentlichkeit. Seitdem wird es für kulturelle Zwecke verwendet.

## Architektur
Das Palais hat einen hufeisenförmigen Grundriss. Es ist drei Stockwerke hoch. Durch das Haupttor an der Straße durch befindet sich hinten ein Garten. 